# Marmosops dorothea
Marmosops dorothea là một loài động vật có vú trong họ Didelphidae, bộ Didelphimorphia. Loài này được Thomas mô tả năm 1911.

## Hình ảnh

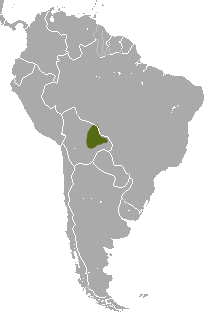